# Whessoe
Whessoe – civil parish w Anglii, w hrabstwie Durham, w dystrykcie (unitary authority) Darlington. W 2011 civil parish liczyła 1456 mieszkańców.